# 飯塚公藤
飯塚公藤（いいづか たかふさ）（本名飯塚 隆藤、1980年 - ）は、日本の地理学者、愛知大学地域政策学部准教授、近畿大学総合社会学部准教授を経て、近畿大学総合社会学部教授。博士（文学）。歴史地理学、文化地理学、地理情報科学、歴史GIS、まちづくりなどを専門とする。2020年9月以降、著書・講演等では「飯塚公藤」を通称名として使用している。主な研究テーマは、近代日本の河川舟運，町家・近代化遺産である。

## 人物
埼玉県桶川市出身。駒澤大学文学部地理学科卒業。駒澤大学大学院人文科学研究科地理学専攻修士課程修了し、修士（地理学）を取得。立命館大学大学院文学研究科人文学専攻修了。

## 著作リスト

### 単著
- 『近代河川舟運のGIS分析ー淀川流域を中心にー』（古今書院，2020年）

### 共著
- 『地域研究のための空間データ分析　応用編』（古今書院，2022年）
- 『日本あっちこっち－「データ＋地図で読み解く地域のすがた－」』（清水書院，2021年）
- 『地域研究のための空間データ分析入門』（古今書院，2019年）

### 共編著
- 『京都まちかど遺産めぐり』（ナカニシヤ出版，2014年）

### 分担執筆
- 『ランドスケープを実現する』（京都芸術大学 東北芸術工科大学 出版局 藝術学舎，2024年）
- 『京都の歴史GIS』（ナカニシヤ出版，2011年）
- 『地図からの発想』（古今書院，2005年）